# Memorie finală
Memorie finală (titlu original: The Final Cut) este un film american din 2004 scris și regizat de Omar Naim. Rolurile principale au fost interpretate de actorii Robin Williams, Mira Sorvino, Jim Caviezel, Mimi Kuzyk, Stephanie Romanov, Genevieve Buechner și Brendan Fletcher. Filmul are loc într-o lume în care dezvoltarea implanturilor de memorie face posibilă înregistrarea întregii vieți a unui om. Williams joacă rolul unui profesionist care este specializat în editarea amintirilor persoane dubioase pentru folosirea acestora la memoriale necritice prezentate la înmormântările acestora. 
Filmul a câștigat premiul pentru cel mai bun scenariu la Festivalul de Film de la Deauville și a fost nominalizat pentru cel mai bun film la Festivalul Internațional de Film Catalan și la Festivalul Internațional de Film de la Berlin.

## Prezentare
„
1. Un editor nu poate ceda sau vinde, nici vinde nicio parte filmată de Zoe...

2. Un editor nu poate avea un implant Zoe...

3. Un editor nu poate amesteca părți de memorie din vieți diferite pentru o rememorare...”—„Codul editorului”
Compania Zoe Tech este din ce în ce bogată datorită implantului Zoe care înregistrează întreaga viață a unei persoane. Din momentul în care s-a născut, cipul este implantat în creierul copilului și astfel toată viața sa este înregistrată. Este practic nedetectabil iar unii părinți au declarat  că nu au spus nimic copiilor despre implant; prin urmare o parte a populației are acest cip fără să știe. 
La moarte, toată viata decedatului este editată într-un material video care în timpul funeraliilor este proiectat ca un film de „rememorare”. Clasele cele privilegiate consideră implantul ca o jucărie, dar pentru mulți amintirile ar trebui să fie doar temporare și implantul transformă relațiile umane. 
Cel mai bun "editor" este Alan Hackman (Robin Williams), un om rece și închis în sine, care realizează filme de „rememorare” pentru persoane decedate dubioase, ștergând păcatele celor morți din prezentarea finală. 
Într-o zi, în timp ce realizează „re-memoria” unuia dintre conducătorii de frunte ai companiei Zoe Tech, Alan descoperă în înregistrări imagini cu propria sa  copilărie care l-au chinuit toată viața sa. Hotărât să afle care este legătura dintre ei, Alan începe o căutare intensă. 
Regizorul Omar Naim apare într-un bar timp de două secunde, atunci când Alan merge să cumpere o armă.

## Distribuție
- Robin Williams ca Alan Hakman
- Mira Sorvino ca Delila
- Jim Caviezel ca Fletcher
- Mimi Kuzyk ca Thelma
- Stephanie Romanov ca Jennifer Bannister
- Thom Bishops ca Hasan
- Genevieve Buechner ca Isabel Bannister
- Brendan Fletcher ca Michael
- Joely Collins -Legz, artist în tatuaje
- Michael St. John Smith ca Charles Bannister
- Christopher Britton ca Jason Monroe

## Lansare
The Final Cut a avut premiera la  15 octombrie 2004.  A avut încasări de 548.039$ în SUA și de 3.070.786$ la nivel mondial. Lionsgate Home Entertainment a lansat filmul pe DVD la 22 martie 2005.

## Primire
Pe Rotten Tomatoes doar 37% din cei 78 de critici au dat filmului un comentariu pozitiv; având un rating de 5,3 din 10.